# HR 6806
HR 6806 is een oranje dwerg met een spectraalklasse van K2.V. De ster bevindt zich 36,19 lichtjaar van de zon.